# Liège–Bastogne–Liège Femmes 2025
Liège–Bastogne–Liège Femmes 2025 war die 9. Austragung dieses Straßenrennens für Frauen. Das Rennen fand am 27. April statt, im Anschluss an das entsprechende Rennen für Männer, und war Teil der UCI Women’s WorldTour 2025.

## Teilnehmende Mannschaften
| UCI Women's WorldTeams (14)- FDJ-Suez - Lidl-Trek - Movistar Team - Canyon//SRAM zondacrypto - Team Picnic PostNL - Team Visma \| Lease a Bike - Team SD Worx-Protime - UAE Team ADQ - AG Insurance-Soudal Team - Fenix-Deceuninck - Ceratizit Pro Cycling Team - Liv AlUla Jayco - Roland - Uno-X Mobility UCI Women's ProTeams (7)- VolkerWessels Women's Pro Cycling Team - EF Education-Oatly - Winspace Orange Seal - Arkéa-B&B Hotels Women - Cofidis Women Team - Laboral Kutxa-Fundación Euskadi - St Michel-Preference Home-Auber93 UCI Women's Continental Teams (3)- DD Group Pro Cycling - Lotto Ladies - Team Coop-Repsol |
| |

## Streckenführung
Der Parcours war identisch zu dem des Vorjahres. Das Rennen begann in Bastogne und endete in Lüttich auf dem Quai des Ardennes am Ufer der Ourthe, womit der Parcours der zweiten Hälfte des Männer-Rennens entsprach. Erste Steigung war die Côte de Saint-Roch in Houffalize nach knapp 20 km. Das Finale bestand aus den Steigungen Côte de la Redoute, Côte des Forges und Côte de la Roche-aux-Faucons.
| Name                         | km vom Ziel | Länge (km) | mittl. Steigung |
| ---------------------------- | ----------- | ---------- | --------------- |
| Côte de Saint-Roch           | 137,1       | 1,0        | 11,2 %          |
| Côte de Mont-le-Soie         | 93,2        | 1,7        | 7,9 %           |
| Côte de Wanne                | 85,0        | 3,6        | 5,1 %           |
| Côte de Stockeu              | 78,4        | 1,0        | 12,5 %          |
| Côte de la Haute-Levée       | 74,2        | 2,2        | 7,5 %           |
| Col du Rosier                | 60,0        | 4,4        | 5,9 %           |
| Côte de Desnié               | 46,7        | 1,6        | 8,1 %           |
| Côte de la Redoute           | 33,9        | 1,6        | 9,4 %           |
| Côte des Forges              | 23,2        | 1,3        | 7,8 %           |
| Côte de la Roche-aux-Faucons | 13,3        | 1,3        | 11,0 %          |

## Rennverlauf und Ergebnis
Von einem frühen Sturz waren Silvia Persico und Liane Lippert betroffen; während erstere aufgeben musste, fand Lippert nach längerer Verfolgungsjagd wieder Anschluss. Es bildete sich eine achtköpfige Ausreißergruppe, die bereits 70 km vor dem Ziel wieder eingeholt wurde. Der anschließende Versuch von Maëva Squiban fand auf der Côte de la Redoute ein Ende. Diese Steigung sorgte für eine deutliche Selektion, und mit Elisa Longo Borghini verlor eine der Favoritinnen früh den Anschluss.
Nach der Redoute bildete sich eine vierköpfige Spitzengruppe bestehend aus Pauliena Rooijakkers, Anna van der Breggen, Antonia Niedermaier und Cédrine Kerbaol, gefolgt von einer Gruppe von 18 Fahrerinnen, zu der nach langer Aufholjagd noch Amanda Spratt und Kim Le Court Anschluss fanden. Der Vorsprung der Spitzengruppe betrug zeitweilig 30 Sekunden, doch wurde sie auf der Côte de la Roche-aux-Faucons schnell eingeholt. Kerbaol ging eine Tempobeschleunigung von Favoritinnen wie Puck Pieterse, Demi Vollering und Lotte Kopecky mit und attackierte diese auf einem Flachstück. Als die drei Fahrerinnen hinter ihr zögerten, konnten Marlen Reusser und Kim Le Court aufschließen. In der Steigung nach Boncelles mussten Reusser und Kopecky abreißen lassen, während die übrigen drei Kerbaol einholten.
Das neue Spitzenquartett gewann eine halbe Minute Vorsprung vor einer zweiten Gruppe und erreichte gemeinsam die Zielgerade in Lüttich. Dort setzte sich Le Court im Sprint vor Pieterse und Vollering durch; es war in ihrer zweiten World-Tour-Saison ihr erster Sieg in einem großen Eintagesrennen. Den Sprint der zweiten Gruppe gewann Kopecky.
| \| Gesamtwertung \| Gesamtwertung \| Gesamtwertung \| Gesamtwertung \| Gesamtwertung \| \| Fahrerin \| Fahrerin \| Land \| Team \| Zeit \| \| ------------- \| ---------------------------- \| ------------- \| ------------------------ \| --------------- \| \| 1. \| Kimberley Le Court de Billot \| Mauritius \| AG Insurance-Soudal Team \| 4 h 15 min 42 s \| \| 2. \| Puck Pieterse \| Niederlande \| Fenix-Deceuninck \| + 0 s \| \| 3. \| Demi Vollering \| Niederlande \| FDJ-Suez \| + 0 s \| \| 4. \| Cédrine Kerbaol \| Frankreich \| EF Education-Oatly \| + 0 s \| \| 5. \| Lotte Kopecky \| Belgien \| SD Worx-Protime \| + 24 s \| \| 6. \| Marlen Reusser \| Schweiz \| Movistar Team \| + 24 s \| \| 7. \| Niamh Fisher-Black \| Neuseeland \| Lidl-Trek \| + 24 s \| \| 8. \| Monica Trinca Colonel \| Italien \| Liv AlUla Jayco \| + 24 s \| \| 9. \| Katarzyna Niewiadoma \| Polen \| Canyon//SRAM zondacrypto \| + 24 s \| \| 10. \| Yara Kastelijn \| Niederlande \| Fenix-Deceuninck \| + 24 s \| |                              |             |                          |                 |
| |                              |             |                          |                 |
| Quelle: ProCyclingStats |                              |             |                          |                 |
| Gesamtwertung |                              |             |                          |                 |
| Fahrerin | Fahrerin                     | Land        | Team                     | Zeit            |
| 1. | Kimberley Le Court de Billot | Mauritius   | AG Insurance-Soudal Team | 4 h 15 min 42 s |
| 2. | Puck Pieterse                | Niederlande | Fenix-Deceuninck         | + 0 s           |
| 3. | Demi Vollering               | Niederlande | FDJ-Suez                 | + 0 s           |
| 4. | Cédrine Kerbaol              | Frankreich  | EF Education-Oatly       | + 0 s           |
| 5. | Lotte Kopecky                | Belgien     | SD Worx-Protime          | + 24 s          |
| 6. | Marlen Reusser               | Schweiz     | Movistar Team            | + 24 s          |
| 7. | Niamh Fisher-Black           | Neuseeland  | Lidl-Trek                | + 24 s          |
| 8. | Monica Trinca Colonel        | Italien     | Liv AlUla Jayco          | + 24 s          |
| 9. | Katarzyna Niewiadoma         | Polen       | Canyon//SRAM zondacrypto | + 24 s          |
| 10. | Yara Kastelijn               | Niederlande | Fenix-Deceuninck         | + 24 s          |